# Sant Miquel de Pera
Sant Miquel de Pera es una entidad de población española del municipio de Montagut i Oix, perteneciente a la provincia de Gerona, en la comunidad autónoma de Cataluña.

## Toponimia
El nombre del lugar puede encontrarse referido con las variantes San Miguel de Pera y Sant Miquel de Pera.

## Historia
A mediados del siglo XIX el lugar, por entonces perteneciente a Oix, tenía contabilizada una población de 139 habitantes. Aparece descrito en el decimosegundo volumen del Diccionario geográfico-estadístico-histórico de España y sus posesiones de Ultramar de Pascual Madoz de la siguiente manera:

PERA (San Miguel de): l. en la prov. y dióc. de Gerona, part. jud. de Olot, aud. terr. y c g. de Barcelona , ayunt. de Oix: sit. á la márg. izq. de un riach., con buena ventilacion y clima frío, pero sano. Tiene 65 casas, y una igl. parr. (San Miguel), de la que es aneja la de Bestraca, y la de Monas, se halla servida por un cura de ingreso de provision real y ordinaria. El térm. confina con Bestraca, Oix y Torallás. El terreno es pedregoso y calizo, la parte montuosa está poblada de robles y encinas, le fertiliza el riach. indicado, y le cruzan varios caminos locales. prod.: trigo, maiz y patatas; cria ganado lanar y de cerda, y caza de conejos, perdices y liebres. pobl.: 36 vec., 139 alm. cap. prod.: 1.052,800 rs. imp.: 26,320. contr.: (V. el cuadro sinóptico del part. jud).
(Madoz, 1849, p. 796)

En la actualidad pertenece al municipio de Montagut i Oix. En 2022 la entidad singular de población tenía empadronados 13 habitantes.

## Patrimonio
En el lugar hay una iglesia bajo la advocación de San Miguel.